# جوان بانكس
جوان بانكس (بالإنجليزية: Joan Banks)‏ هي ممثلة أمريكية، ولدت في 30 أكتوبر 1918 في الولايات المتحدة، وتوفيت في 18 يناير 1998 بلوس أنجلوس في الولايات المتحدة.

## وصلات خارجية
- جوان بانكس على موقع IMDb (الإنجليزية)
- جوان بانكس على موقع ألو سيني (الفرنسية)
- جوان بانكس على موقع أول موفي (الإنجليزية)
- جوان بانكس على موقع قاعدة بيانات برودواي على الإنترنت (الإنجليزية)
- جوان بانكس على موقع إن إن دي بي (الإنجليزية)
- جوان بانكس على موقع ديسكوغز (الإنجليزية)
- جوان بانكس على موقع قاعدة بيانات الفيلم (الإنجليزية)
- جوان بانكس على موقع كينوبويسك (الروسية)